# Kyrkhult
Kyrkhult is een plaats in de gemeente Olofström in het landschap Blekinge en de provincie Blekinge län in Zweden. De plaats heeft 999 inwoners (2005) en een oppervlakte van 117 hectare.

## Verkeer en vervoer
Bij de plaats loopt de Länsväg 116.
Olofström · Jämshög · Kyrkhult · Vilshult · Gränum · Biskopmåla en deel van Hemmingsmåla · Hemsjö